# Puccinia sasicola
Puccinia sasicola ist eine Ständerpilzart aus der Ordnung der Rostpilze (Pucciniales). Der Pilz ist ein Endoparasit von Scheinhaseln und Sasa-Arten. Symptome des Befalls durch die Art sind Rostflecken und Pusteln auf den Blattoberflächen der Wirtspflanzen. Sie ist ein Endemit Japans.

## Merkmale

### Makroskopische Merkmale
Puccinia sasicola ist mit bloßem Auge nur anhand der auf der Oberfläche des Wirtes hervortretenden Sporenlager zu erkennen. Sie wachsen in Nestern, die als gelbliche bis braune Flecken und Pusteln auf den Blattoberflächen erscheinen.

### Mikroskopische Merkmale
Das Myzel von Puccinia sasicola wächst wie bei allen Puccinia-Arten interzellulär und bildet Saugfäden, die in das Speichergewebe des Wirtes wachsen. Die Aecien der Art wachsen in warzenähnlichen Gallen auf den Blattunterseiten des Wirts, sie besitzen ellipsoide bis eckig-kugelige und hyaline Aeciosporen mit runzliger Oberfläche, die 25–30 × 20–24 µm groß werden. Die hellbraunen Uredien des Pilzes wachsen beidseitig auf den Blattoberflächen der Wirtspflanze. Ihre gelben bis hell zimtbraunen Uredosporen sind breit eiförmig, 26–30 × 20–24 µm groß und fein stachelwarzig. Die Telien der Art sind braun, früh offenliegend und kompakt. Die goldenen bis hyalinen Teliosporen sind zweizellig, in der Regel zylindrisch-ellipsoid und 90–125 × 16–22 µm groß; ihre Stiele sind farblos und bis zu 200 µm lang.

## Verbreitung
Das bekannte Verbreitungsgebiet von Puccinia sasicola umfasst lediglich Japan.

## Ökologie
Die Wirtspflanzen von Puccinia sasicola sind als Haplont Scheinhaseln (Corylopsis) und als Dikaryont verschiedene Sasa-Arten. Der Pilz ernährt sich von den im Speichergewebe der Pflanzen vorhandenen Nährstoffen, seine Sporenlager brechen später durch die Blattoberfläche und setzen Sporen frei. Die Art verfügt über einen Entwicklungszyklus mit Aecien, Spermogonien, Telien und Uredien und vollzieht einen Wirtswechsel.